# النسوية في تشيلي

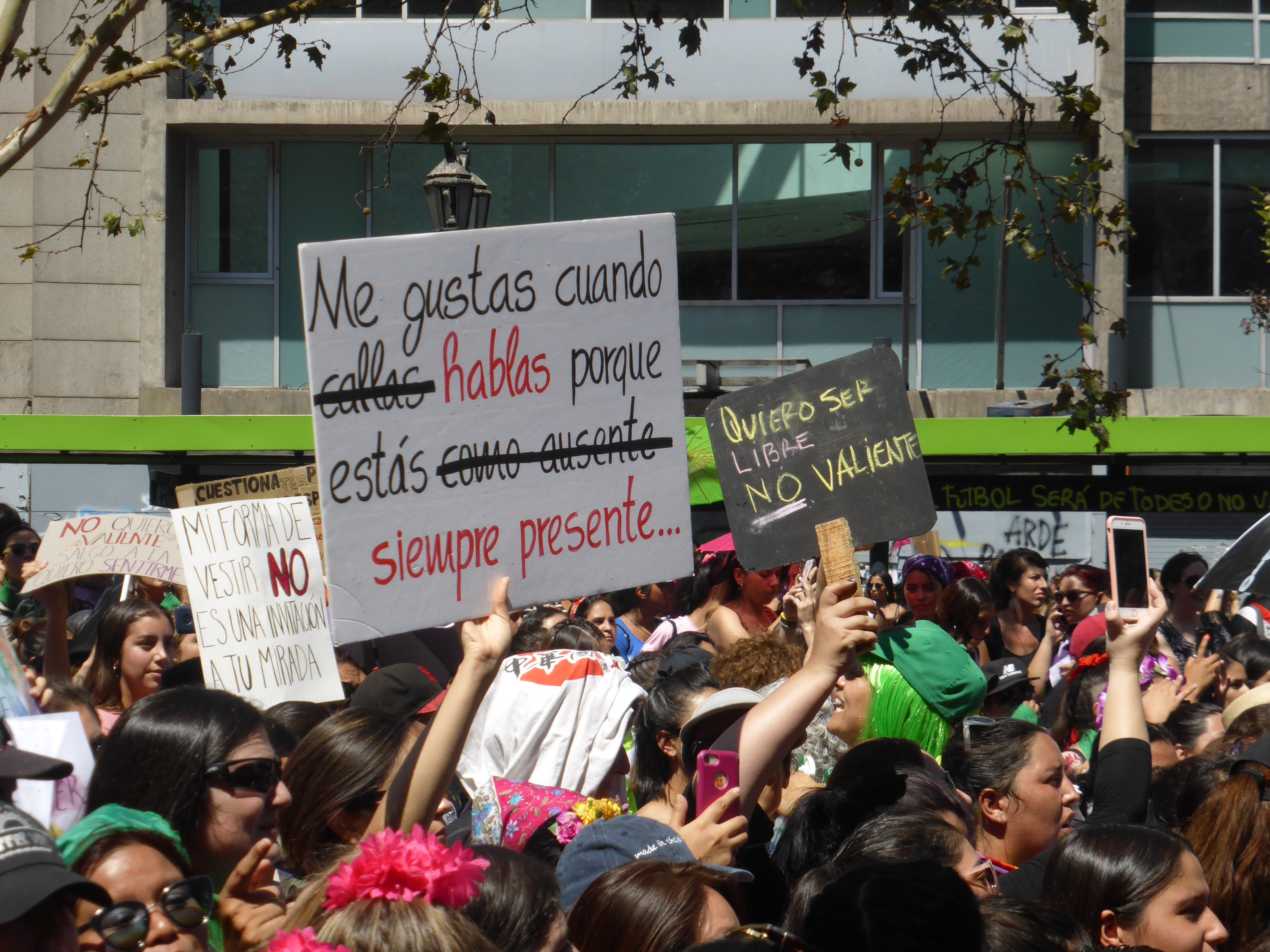

تتميز النسوية في تشيلي بلغتها التحررية الخاصة والاستراتيجيات النشاطية في مجال الحقوق، التي يحددها النظام السياسي والاقتصادي والاجتماعي في تشيلي. نظمت نساء تشيلي أنفسهن ابتداءً من القرن التاسع عشر، إذ طمحن إلى التشديد على حصولهن على حقوقهن السياسية. أُجبرت هذه الطموحات على مواجهة الحقيقة المتمثلة بأن تشيلي هي إحدى أكثر الدول المحافظة في المجال الاجتماعي في أمريكا اللاتينية. كانت دائرة دراسات المرأة مثالًا على المنظمات النسائية الرائدة تحت ظل دكتاتورية بينوشيه (1973-1989)، إذ عملت هذه المنظمة على إعادة تعريف مسؤوليات المرأة وحقوقها من خلال ربطها بين «حقوق الأمهات» وحقوق المرأة والحريات المدنية للمرأة. يتألف الأعضاء المؤسسون لدائرة دراسات المرأة من مجموعة صغيرة من نسويات سانتياغو، اللائي ينتمين إلى أكاديمية الإنسانية المسيحية. اجتمعت هؤلاء النساء «لمناقشة وضع المرأة في تشيلي»، إذ تضمن أول اجتماع لهن أكثر من 300 مشارك بهدف تحدي ظروف الحياة الاستبدادية في سانتياغو. ساعدت هؤلاء النساء في صياغة حقوق المرأة في تشيلي.

## نبذة تاريخية مبكرة عن النسوية في تشيلي
انبثقت الحركات النسوية الأولى من أوساط النساء المحافظات من الناحية الاجتماعية، الأمر الذي يُعتبر من المفارقات رغم من انتشار التأثير القوي للكاثوليكية في تشيلي في تلك الفترة. شرعت نساء الطبقة العليا بالدفاع عن نساء الطبقة العاملة في عام 1912، وذلك بأسلوب مُواتٍ للمجموعات المحافظة في ذلك الوقت. بدأت المنظمات النسائية الأولى التي جاءت إلى تشيلي عملها في عام 1915، لكن طغت الطبقة المتوسطة العليا على هذه المنظمات، على عكس العديد من المجموعات التي نشأت في البلدان الأخرى. وبذلك، تمكنت هذه المنظمات من تشكيل مجموعات على نطاق واسع، حيث بدأ اكتشاف الاهتمام بالنسوية بعد تسليط الضوء على القضايا التي جذبت اهتمام نسويات الطبقة المتوسطة أو العليا خصوصًا. لعل أحد أقدم الأمثلة على هذا الأمر في تاريخ تشيلي هو قرار إحدى الطالبات الجامعيات الشابات الذي لحقه قرار الدبلوماسية والناشطة في مجال حق التصويت أماندا لاباركا بتشكيل مجموعة تحت اسم دائرة القراءة في السابع عشر من شهر يونيو من عام 1915، إذ تمكنت لاباركا من تعزيز الثقافة التشيلية بما يساعد المرأة. وبذلك، استطاعت لاباركا الجمع بين الإيجابية وروح التغيير لدى النساء في مجتمعها، وذلك لأنها سعت جاهدةً لضمان إعطاء جميع النساء فرصةً للتعبير عن آرائهن من خلال التعليم بصرف النظر عن انتماءاتهن ووضعهن الاجتماعي. تناولت الحركة النسوية المبكرة في تشيلي موضوع التعبئة النسوية الدولية، بينما استمرت في تلبية الاحتياجات المحددة لثقافة تشيلي. على سبيل المثال، عززت بعض النسويات مثل أماندا لاباركا الصعيد المحلي للنسوية، الأمر الذي كان حساسًا بالنسبة للقوى الحكومية المحافظة من الناحية الاجتماعية والسياسية في ذلك الوقت. وبصفة عامة، اعتُبرت هذه الأحداث بدايةً للموجة النسوية الأولى في أوساط النسويات التشيليات.

## نبذة تاريخية

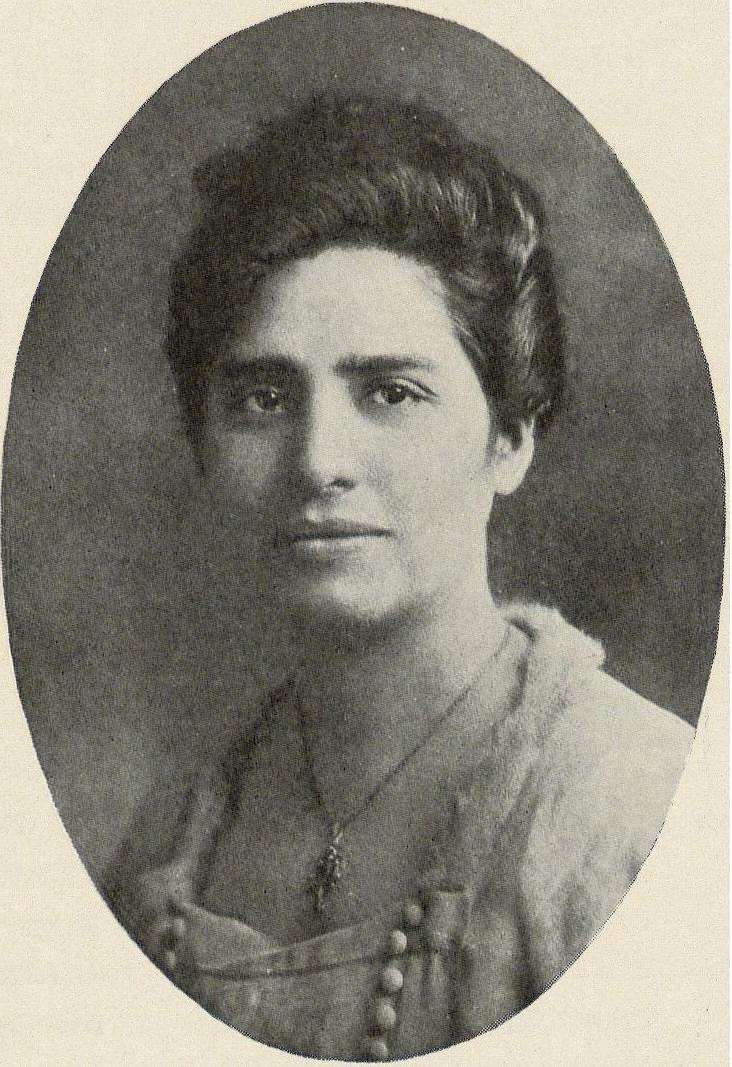
أماندا لاباركا

اعتُبرت الحركة النسوية في تشيلي «الحركة النسوية الأكثر تنظيمًا» في أمريكا الجنوبية خلال أوائل القرن العشرين. نشطت ثلاث منظمات كبيرة في تشيلي، إذ مثلت ثلاث فئات مختلفة من الناس: نادي سيدات سانتياغو الذي مثل النساء الميسورات، والمجلس القومي للمرأة الذي مثل الطبقة العاملة مثل معلمات المدارس، وجمعيات ناشطة أخرى منظمة على يد النساء العاملات الأخريات بهدف تحسين الظروف التعليمية والاجتماعية العامة. تأسست دائرة القراءة للسيدات في عام 1915 في سانتياغو في تشيلي على يد ديليا ماتي دي إزكويدردو. أنشأت أماندا لاباركا نادي السيدات بعد شهر واحد فقط. نجحت النساء مثل أماندا لاباركا في جهودهن النسوية، ويرجع ذلك بشكل رئيسي إلى علاقاتهن الدولية وخبراتهن الناتجة عن الدراسة في الخارج.
فتحت المؤسسات التعليمية في تشيلي أبوابها أمام النساء منذ سبعينيات القرن التاسع عشر، على الرغم من كونها دولة محافظة من الناحية الاجتماعية والدينية خلال تلك الفترة. أوصى سارمينتو بمعاملة النساء بتحرر وبإدخالهن إلى الجامعات، وذلك عندما كان يعيش منفيًا في سانتياغو. مُنحت النساء امتياز الدخول إلى الجامعات عندما تولى ميغيل لويس أموناتيجوي منصب وزير التعليم. أجرى وزير التعليم السابق مسابقة لأفضل ورقة بحثية في التثقيف الشعبي في عام 1859، إذ حصل أموناتيجوي على هذه الجائزة. دافع أموناتيجوي في ورقته عن الفكرة المتمثلة بالسماح للنساء بدخول الجامعة، الفكرة التي استوحاها من سارمينتو. تأخرت عملية تطوير الوضع التعليمي للمرأة إلى حد ما بسبب الحرب القائمة بين تشيلي وبيرو وبوليفيا. أيد الرئيس بلماسيدا فكرة التعليم الشعبي، إذ افتُتحت أول مدرسة ثانوية وطنية للفتيان في عام 1890 تحت ظل حكومته. بدأت الموجة النسوية الأولى في عام 1884 تقريبًا. اعتُبرت تشيلي من أول بلدان أمريكا اللاتينية في قبولها للنساء في مؤسسات التعليم العالي، بالإضافة إلى إرسال النساء للدراسة خارج البلاد. وبحلول عشرينيات القرن العشرين، بلغ عدد المدارس الثانوية للفتيان بإدارة نسائية 49 مدرسة. بالإضافة إلى ذلك، افتُتحت مدرستان متخصصتان للشابات في سانتياغو وفي كل مقاطعة من مقاطعات تشيلي.
وفر المجلس القومي للمرأة منزلًا للفتيات الملتحقات بالجامعة في سانتياغو، إذ ساعد الطالبات الجامعيات في العاصمة أيضًا. بلغ عدد الطالبات الملتحقات بجامعة تشيلي نحو 1000 شابة في أوائل القرن العشرين. ركز الجانب المحافظ في هذا المجلس على متابعة العمل الفكري للمرأة في البداية، قبل أن يأخذ الأفكار الأكثر تقدمية بعين الاعتبار. تألف أعضاء هذه المجلس من نساء الطبقة الوسطى، اللواتي تميزن بمكانتهن المرموقة والأرستقراطية وبتأثيرهن الكبير على مجتمعاتهن، بما في ذلك القطاعين الحكومي والخاص. كتبت لاباركا عدة مجلدات مثيرة للاهتمام، مثل الأنشطة النسوية في الولايات المتحدة الأمريكية (1915) وإلى أين تذهب المرأة؟ (1934). تعاونت مع مجموعات من النساء في عملها، إذ كانت بمعظمهن عاملات في السلك التعليمي في تشيلي. نُشر العديد من المنشورات الدورية النسائية في تشيلي خلال تلك الفترة، إذ كانت أبرزها إيل بيفليكا تحت إدارة الفيرا سانتا كروز. تُعتبر لاباركا واحدةً من أبرز القادة النسويات في تشيلي.
صرح الناشر التشيلي ريكاردو سالاس إدواردز في خطابه أمام نادي سيدات سانتياغو في عام 1922 بما يلي: «تجلى العديد من الظواهر المهمة خلال السنوات الخمس الماضية، إذ أسفرت هذه الظواهر عن تحسين الثقافة العامة للمرأة وتنمية استقلالها. يُعد انتشار مؤسسات التعليم الابتدائي والثانوي للمرأة، وشغل النساء للمناصب التدريسية بصفتهن مدرسات للجيل الحالي من بين هذه الظواهر، الأمر الذي لم يترك مجالًا للشك بالقدرة الفكرية الأنثوية، وإنشاء المصانع والبيوت التجارية التي وفرت فرصًا مهنيةً مربحةً للمرأة ومنحتها استقلالًا عن منزلها، وتنظيم الجمعيات والأندية، وإقامة الأنشطة الفنية والأدبية، أو ما يُسمى بالعمل الاجتماعي الكاثوليكي الموجه لنساء الطبقة العليا، الأمر الذي شكل حافزًا لجميع النساء خلال السنوات الأخيرة».